# Municipio de Buckingham (condado de Wayne)
El municipio de Buckingham (en inglés: Buckingham Township) es un municipio ubicado en el condado de Wayne en el estado estadounidense de Pensilvania. En el año 2000 tenía una población de 656 habitantes y una densidad poblacional de 5 personas por km².

## Geografía
El municipio de Buckingham se encuentra ubicado en las coordenadas 41°50′30″N 75°14′29″O / 41.84167, -75.24139.

## Demografía
Según la Oficina del Censo en 2000 los ingresos medios por hogar en la localidad eran de $31,667 y los ingresos medios por familia eran $36,250. Los hombres tenían unos ingresos medios de $28,750 frente a los $20,694 para las mujeres. La renta per cápita para la localidad era de $23,757. Alrededor del 9,5% de la población estaban por debajo del umbral de pobreza.